# Schloss Massenbach

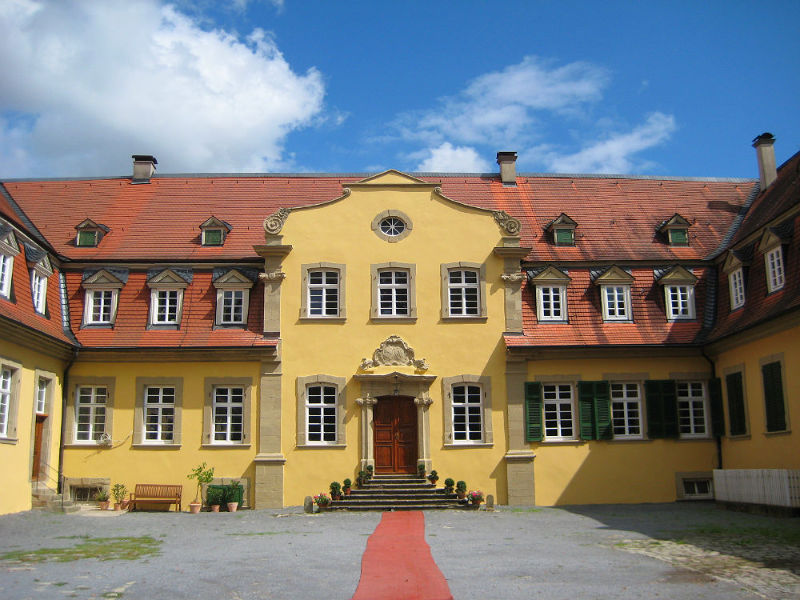
Schloss Massenbach, Innenhof

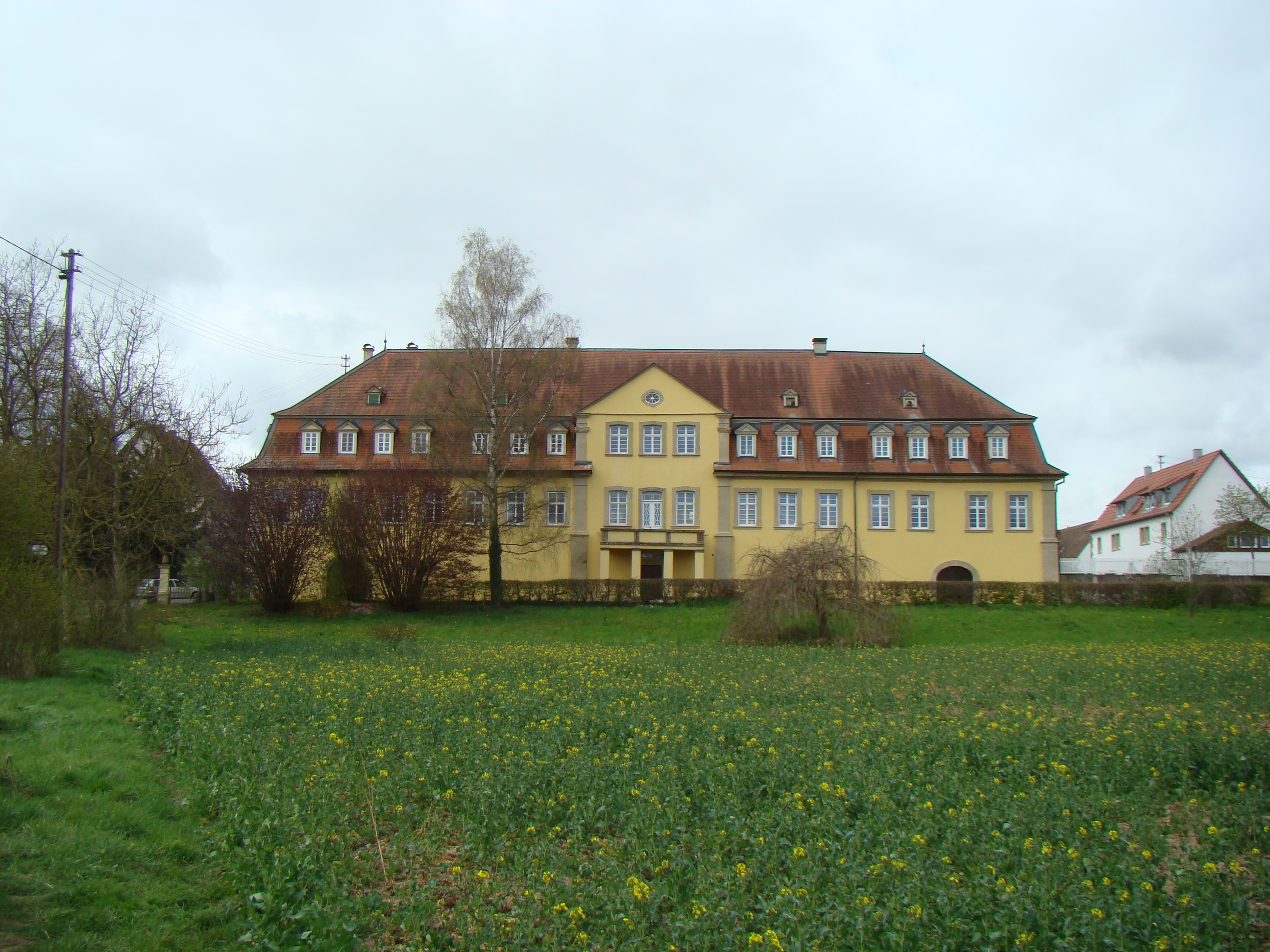
Ansicht von Osten

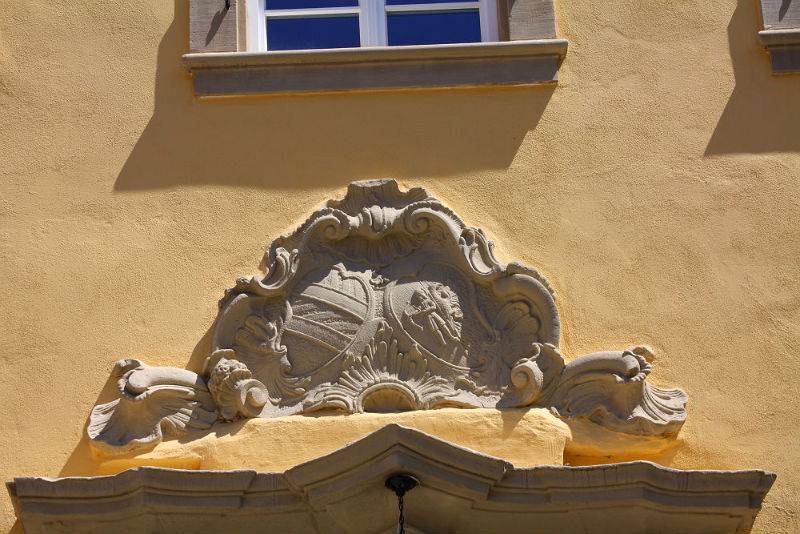
Sandsteinarbeit Hauptportal Schloss Massenbach

Das Schloss in Massenbach, einem Stadtteil von Schwaigern im Landkreis Heilbronn im nördlichen Baden-Württemberg, ist eine dreiflügelige Schlossanlage aus der Zeit um 1760.

## Geschichte
Das Schloss wurde um 1760 anstelle eines älteren, wohl im 17. Jahrhundert zerstörten Herrensitzes durch Georg Wilhelm von Massenbach (1721–1788) als dreiseitige Anlage im Stil des Rokoko errichtet. Baumeister war Johann Peter Moll aus Grombach. Vor dem Bau des Schlosses hatten Linien der Freiherren von Massenbach zeitweilig in schlichteren Gebäuden gewohnt. Die evangelische Linie der Familie bewohnte auch das 1691 errichtete Untere Schloss in der Raiffeisenstraße, die katholische Linie das Katholische Schloss. Diese Gebäude wurden zwar 1926/27 unter Denkmalschutz gestellt, jedoch 1993/94 wegen Baufälligkeit abgerissen. Das Schloss wurde daher zur Unterscheidung von den weiteren Herrensitzen am Ort einst auch Oberes Schloss genannt.
Das Schloss liegt in der Talsenke des Biberbachs, nordwestlich des Dorfkerns von Massenbach. Es ist ein dreiseitiger, zweigeschossiger Flügelbau mit Sandstein-Eckquadern und Mansard-Walmdach. Der von den Seitenflügeln gebildete Innenhof ist nach Westen hin geöffnet, der Mittelbau des Schlosses weist zum Innenhof hin ein schmuckvolles Portal mit Zwerchgiebel auf.
Gegenwärtig wird das Schloss zu Wohn- und Geschäftszwecken genutzt.
Nördlich an das Schloss schließt sich ein Wirtschaftshof an. Östlich des Schlosses steht die Massenbacher Zehntscheuer von 1578 mit markantem Staffelgiebel, die 1980 einem Brand zum Opfer fiel und anschließend wiederaufgebaut wurde.
Das Anwesen ist in Besitz der Freiherr von Massenbach’schen Waldstiftung.